# Sancey-le-Long
Sancey-le-Long foi uma comuna francesa na região administrativa de Borgonha-Franco-Condado, no departamento de Doubs. Estendia-se por uma área de 7,02 km². Em 2010 a comuna tinha 360 habitantes (densidade: 51,3 hab./km²).
Em 1 de janeiro de 2016, passou a fazer parte da nova comuna de Sancey.